# Pasmaditta
Pasmaditta is een geslacht van weekdieren uit de klasse van de Gastropoda (slakken).

## Soort
- Pasmaditta jungermanniae (Petterd, 1879)